# Gudom
Gudom eller gudaväsen (fornsvenska guþdomber) är ett övermäktigt övernaturligt väsen eller kraft, ofta föremål för tillbedjan, dyrkan och lydnad. Sådant utgörs främst av en personifierad gud, eller en ej personifierad högre stående existens eller väsen inom en religion, ibland oändlig utan början eller slut. Inom nyandlighet ofta det samma som kosmiska mästare.
Det kan förekomma att ordet Gud också används i enbart språklig benämning där man bokstavligen menar en gudom som är en storhet, kraft eller ett naturfenomen. Gudanamn från mytologier har oftast haft bokstavliga betydelser i språk som ord Tor och Frej, Tor betyder åska och har exempel på besläktade språk som engelska och norska varit Thor "God of thunder" eller som på norska: Torden "Tordenguden".